# Улица Васенко (Павловск)
Улица Васе́нко — улица в городе Павловске (Пушкинский район Санкт-Петербурга). Проходит из-за улицы Первого Мая до улицы Правды.

## История
Первоначально состояла из двух улиц — Правле́нской и Славя́нской. Правленская (от Берёзовой улицы до Гуммолосаровской) получила своё название в 1840-х годах по Павловскому городовому правлению, размещавшемуся в то время в начале улицы. Славянская (от Гуммолосаровской до Правды) появилась на карте 26 июля 1840 года; топоним связан с пролегавшей вблизи Славянской дорогой (ныне улица Мичурина).
Примерно в 1918 году Правленскую и Славянскую улицу объединили под общим названием Дереве́нская улица — вероятно, в связи с проживавшими здесь бывшими деревенскими жителями.
Примерно в 1934 году в ходе очередного переименования это стала улица Васенко. Новое название дано в честь инженера-аэролога, конструктора стратостатов А. Б. Васенко.
В 1950-х годах был упразднён участок улицы Васенко возле Берёзовой улицы. Сейчас там проходит 130-метровая пешеходная дорожка, закрытая заборами.

## Застройка
- Дом № 3 — дом Цвернера. Построен в 1840-х годах по проекту архитектора И. Я. Потолова. После войны на его месте возвели кирпичную коробку фабрики. Согласно одной из версий, она включила элементы старинного объекта. В 2016 году планировалось начать реконструкцию здания под жилой дом[3].
- Дом № 8 — дом Цветковой. Построен в 1840-х годах по проекту неустановленного архитектора. Числился выявленным памятником архитектуры, но в 2011 году был снят с охраны на основании историко-культурной экспертизы, которую провело ОАО «Спецпроектреставрация». В последнее время деревянное здание стояло заброшенным, пострадавшим от пожара. В марте 2014 года был снесён, а взамен построен новый жилой дом — в тех же габаритах, но иной архитектуры[4].
- Дом № 15 — двухэтажное деревянное здание, построенное до 1917 года. В начале февраля 2013 года было снесено, а затем, в нарушение закона, не было воссоздано — на его месте построили четырёхэтажный жилой дом. Прокуратура признала нарушение, но требовать привести здание в соответствие с нормами отказалось, «учитывая, что здание находится в завершающей стадии строительства». В 2016 году новостройка была введена в эксплуатацию[5].
- Дом № 16 — дом К. Л. Гильдебранта (1878, 1916—1917; архитектор И. Я. Потолов; гражданский инженер Н. Ф. Эльснер), объект культурного наследия регионального значения[6].
- Дом № 17 — дом Розенблада, построен в 1832, реконструирован в 1840-х[7]. В советские годы со здания сняли оригинальный декор фасадов. Ссылаясь на это, в 2015-м году КГИОП лишил дом статуса памятника[8], что позволило разобрать здание в 2023-м году[9].

## Транспорт
- Ж/д станция: Павловск (860 м)

На пересечении с Медвежьим переулком:
- Маршрутное такси: № 286, 299, 513
- Автобус: № 370, 379, 383, 493, 618

## Пересечения
- улица Первого Мая
- Песчаный переулок
- Медвежий переулок
- Гуммолосаровская улица
- улица Правды